# Norman Z. McLeod
Norman Zenos McLeod (Grayling, 20 september 1898 – Hollywood, 27 januari 1964) was een Amerikaans filmregisseur.

## Levensloop
McLeod studeerde aan de Universiteit van Washington. Tijdens de Eerste Wereldoorlog diende hij twee jaar in de Canadese luchtmacht. Tijdens het interbellum begon hij te werken als regisseur van filmkomedies. Tot zijn bekendste films horen Monkey Business (1931) en Horse Feathers (1932) met The Marx Brothers. Hij werkte gedurende zijn carrière ook samen met komieken als W.C. Fields en Bob Hope.
McLeod stierf op 65-jarige leeftijd aan de gevolgen van een beroerte.

## Filmografie
- 1928: Taking a Chance
- 1930: Along Came Youth
- 1931: Monkey Business
- 1931: Touchdown
- 1932: The Miracle Man
- 1932: Horse Feathers
- 1932: If I Had a Million
- 1933: A Lady's Profession
- 1933: Mama Loves Papa
- 1933: Alice in Wonderland
- 1934: Melody in Spring
- 1934: Many Happy Returns
- 1934: It's a Gift
- 1935: Redheads on Parade
- 1935: Here Comes Cookie
- 1935: Coronado
- 1936: Early to Bed
- 1936: Pennies from Heaven
- 1936: Mind Your Own Business
- 1937: Topper
- 1938: Merrily We Live
- 1938: There Goes My Heart
- 1938: Topper Takes a Trip
- 1939: Remember?
- 1940: Little Men
- 1941: The Trial of Mary Dugan
- 1941: Lady Be Good
- 1942: Jackass Mail
- 1942: Panama Hattie
- 1943: The Powers Girl
- 1943: Swing Shift Maisie
- 1946: The Kid from Brooklyn
- 1947: The Secret Life of Walter Mitty
- 1947: Road to Rio
- 1948: Isn't It Romantic?
- 1948: The Paleface
- 1950: Let's Dance
- 1951: My Favorite Spy
- 1953: Never Wave at a WAC
- 1954: Casanova's Big Night
- 1957: Public Pigeon No. 1
- 1959: Alias Jesse James